# Alex Pentland
Alex Paul Pentland (nat 1951) és un informàtic i empresari estatunidenc, professor del MIT.

## Biografia
Pentland es va llicenciar a la Universitat de Michigan i posteriorment es va doctorar al MIT el 1982.
Va començar a treballar com a professor a la Universitat Stanford donant classes d'informàtica i de psicologia. El 1986 va entrar a treballar al MIT com a cap del Laboratori de Mitjans de comunicació. Forma part del consell assessor de l'ONU per al desenvolupament sostenible de dades. També forma part de la governança d'altres institucions, com la Unió de Consumidors o l'OECD, entre d'altres. Al llarg de la seva trajectòria ha fundat o col·laborat en diverses empreses i iniciatives privades. A l'Àsia va fundar i codirigir el Media Lab Asia, com a part dels Indian Institutes of Technology. Pentland és un dels autors més citats en informàtica amb un h-índex de 144. També ha co-liderat discussions al Fòrum Econòmic Mundial de Davos, en temes de privacitat de dades (GDPR), i ha ajudat a l'ONU a adoptar criteris de transparència per ajudar a mesurar la implementació real dels Objectius de Desenvolupament Sostenible.
El 2011 Tim O'Reilly el va definir com un dels científics de dades més poderosos del món, juntament amb Larry Page, llavors director general de Google.

## Publicacions
- Honest Signals (2010)[6][7]
- Social Physics (2015)[8][9][10]